# Трудолюб
Трудолю́б — село в Україні, у Миргородській міській громаді Миргородського району Полтавської області. Населення становить 517 осіб. Колишній орган місцевого самоврядування — Шахворостівська сільська рада. 

## Географія
Село Трудолюб знаходиться на берегах річки Лихобабівка, вище за течією примикає село Шахворостівка, нижче за течією на відстані 1,5 км розташоване село Любівщина. На річці велика загата. Поруч проходить автомобільна дорога Р42.
Відстань до райцентру становить близько 7 км та проходить автошляхом Р42, який переходить у Т 1710.

## Історія
- 1830-ті роки село називалося хутір Парк-Трудолюб.

## Населення

### Мова
Розподіл населення за рідною мовою за даними перепису 2001 року:
| Мова       | Відсоток |
| ---------- | -------- |
| українська | 98,26%   |
| російська  | 1,74%    |

## Економіка
- «Шахворостівське», ТОВ.

## Об'єкти соціальної сфери
- Школа.
- Стадіон.

## Визначні постаті
У Трудолюбі оселився Василь Якович Ломиковський (січень 1777 - 1845) - агроном, історик, етнограф, перекладач; праправнук Гетьмана Данила Апостола та Івана Ломиковського, палкого прихильника Івана Мазепи та його генерального обозного. Першим в Україні В.Я. Ломиковський запровадив полезахисні лісові смуги і 1837-го року видав працю «Розведення лісу в сільці Трудолюб». Висадив і виростив поблизу хутора Трудолюб близько 10 тис. дерев. Існує припущення що прототипом гоголівського поміщика Костанжогло був саме Василь Ломиковський.
У селі жив і працював відомий український коваль, учитель вищої категорії Петро Вікторович Федоряка.